# Universiteit van Cyprus
De Universiteit van Cyprus (UCY) (Grieks: Πανεπιστήμιο Κύπρου) is een openbare universiteit gelegen op Cyprus, in de hoofdstad Nicosia. De universiteit is opgericht in 1989, en was daarmee de eerste universiteit op het Griekse deel van Cyprus. De eerste studenten studeerden af in 1992.
Momenteel studeren er zo'n 7500 studenten aan de universiteit.

## Achtergrond
De meeste lessen aan de universiteit worden gegeven in het Grieks. Op Cyprus is ook Turks een officiële taal, maar de universiteit kent slechts een select groepje Turkstalige docenten en studenten. Sinds 2005 hanteert de universiteit het puntensysteem van de ECTS.
Turkse inwoners van Cyprus die in het bezit zijn van een middelbareschooldiploma, kunnen na een toelatingstest gaan studeren aan de universiteit. De universiteit beschikt tevens over een beperkt aantal plaatsen voor gehandicapte studenten of studenten die speciale zorg nodig hebben.
De studieprogramma's van de universiteit zijn gebaseerd op kredieturen. Een kredietuur is normaal gesproken gelijk aan een wekelijkse 50 minuten durende «klas» per semester. Om af te studeren moet een student 120 kredieturen die zijn vastgelegd in het programma van het departement met succes afronden, waaronder 12-15 kredieturen aan vrije vakken op ten minste twee faculteiten van de universiteit. Verder moeten studenten het buitenlandsetalen-programma volgen.
Volgens de Webometrics Ranking of World Universities staat de Universiteit van Cyprus op de 488e plaats van universiteiten van Europa.

## Faculteiten
De faculteiten van de Universiteit van Cyprus zijn:
- Geesteswetenschappen
- Toegepaste wetenschappen
- Sociale wetenschappen
- Economie
- Techniek
- Literatuurwetenschappen